# Myristica ensifolia
Myristica ensifolia är en tvåhjärtbladig växtart som beskrevs av James Sinclair.
Myristica ensifolia ingår i släktet Myristica och familjen Myristicaceae. Inga underarter finns listade i Catalogue of Life.